# Alfred Capus
Alfred Capus, född 25 november 1858, död 1 november 1922, var en fransk författare och journalist.
Capus var till börden provensal. Han utbildade sig först till bergsingenjör, men slog om och blev journalist och författare. Han fick som sådan genom sin lediga stil och spirituella dialog snabbt rykte sig att vara en av de främsta föresträdarna för parisisk litterär esprit. Capus blev även mycket uppskattad som konversatör, och blev mycket eftersökt i det parisiska sällskapslivet. Hans romaner har dock betraktats som underhaltiga.
Bland komedierna märks La bourse ou la vie (1900), La veine (1901), vilken blev Capus genombrott, samt Notre jeunesse (1904). Han invaldes 1914 i Franska akademien. Under senare delen av sitt liv ägande han sig främst åt journalistitiken, dels som huvudredaktör för Le Figaro och som ledarskribent i L'illustration.